# Festival Internacional de Cine de Venecia de 2011
La 68º edición del Festival Internacional de Cine de Venecia tuvo lugar en Venecia del 31 de agosto al 10 de septiembre de 2011. La madrina de la edición de 2011 fue la actriz italiana Vittoria Puccini. El director estadounidense Darren Aronofsky fue el presidente del jurado de la sección oficial. El actor Al Pacino recibió el Premio honorífico antes de la presentación de su último film Wilde Salomé. Marco Bellocchio fue galardonado con el León de Oro a toda una carrera. el festival se abrió con el film nortemaericano Los idus de marzo, dirigido por George Clooney, y lo cerró Damsels in Distress de Whit Stillman.

## Jurado
Las siguientes personas fueron seleccionadas para formar parte del jurado de esta edición:
Sección oficial
- Darren Aronofsky, director estadounidense (Presidente)
- Eija-Liisa Athila, director finlandés
- David Byrne, músico y director británico
- Todd Haynes, director estadounidense
- Mario Martone, director italiano
- Alba Rohrwacher, director italiano
- André Téchiné,director y guionista francés

Horizontes (Orizzonti)
- Jia Zhang-Ke, director, guionista y productor chino - Presidente
- Stuart Comer, procurador de Cine de la Tate Modern de Londres
- Odile Decq, arquitecto francés
- Marianne Khoury, director y productor egipcio
- Jacopo Quadri, editor y director italiano

Opera Prima Luigi De Laurentiis
- Carlo Mazzacurati, director italiano - Presidente
- Aleksey Fedorchenko, director y guionista ruso
- Fred Roos, productor estadounidense
- Charles Tesson, crítico e historiador del arte francés
- Serra Yilmaz, actriz turca

Controcampo Italiano
- Stefano Incerti, director italiano - Presidente
- Aureliano Amadei, escritor italiano
- Cristiana Capotondi, (actriz italiano

## Selección oficial

### En Competición
Las siguientes películas fueron seleccionadas para la competición oficial:
| Título español                       | Título original              | Director(s)                         | País de producción                  |
| ------------------------------------ | ---------------------------- | ----------------------------------- | ----------------------------------- |
| El topo                              | Tinker, Tailor, Soldier, Spy | Tomas Alfredson                     | Reino Unido y Francia               |
| Cumbres borrascosas                  | Wuthering Heights            | Andrea Arnold                       | Reino Unido                         |
| Tierra de asesinatos                 | Texas Killing Fields         | Ami Canaan Mann                     | Estados Unidos                      |
| Los idus de marzo                    | The Ides of March            | George Clooney                      | Estados Unidos                      |
| Quando la notte                      | Quando la notte              | Cristina Comencini                  | Italia                              |
| Terraferma                           | Terraferma                   | Emanuele Crialese                   | Italia                              |
| Un método peligroso                  | A Dangerous Method           | David Cronenberg                    | Alemania y Canadá                   |
| 4:44 Last Day on Earth               | 4:44 Last Day on Earth       | Abel Ferrara                        | Estados Unidos                      |
| Killer Joe                           | Killer Joe                   | William Friedkin                    | Estados Unidos                      |
| Un été brûlant                       | Un été brûlant               | Philippe Garrel                     | Francia                             |
| L'Ultimo Terrestre                   | L'Ultimo Terrestre           | Gipi                                | Italia                              |
| People Mountain People Sea           | Ren shan ren hai (人山人海)  | Cai Shangjun                        | China y Hong Kong                   |
| Una vida sencilla                    | 桃姐, Taojie                 | Ann Hui                             | China y Hong Kong                   |
| The Exchange                         | Hahithalfut                  | Eran Kolirin                        | Israel y Alemania                   |
| Alps                                 | Αλπεις                       | Yorgos Lanthimos                    | Grecia                              |
| Shame                                | Shame                        | Steve McQueen                       | Reino Unido                         |
| Un dios salvaje                      | Carnage                      | Roman Polanski                      | Francia, Alemania, España y Polonia |
| Faust                                | Фауст                        | Alexander Sokurov                   | Rusia                               |
| Dark Horse                           | Dark Horse                   | Todd Solondz                        | Estados Unidos                      |
| Himizu ヒミズ                        | Himizu ヒミズ                | Sion Sono                           | Japón                               |
| Pollo con ciruelas                   | Poulet aux prunes            | Marjane Satrapi y Vincent Paronnaud | Francia, Bélgica y Alemania         |
| Life Without Principle               | 奪命金, Dyut ming gam        | Johnnie To                          | Hong Kong                           |
| Warriors of the Rainbow: Seediq Bale | 賽德克巴萊, Saideke balai    | Wei Te-Sheng                        | Taiwán                              |

### Fuera de competición
Las películas siguientes fueron seleccionadas para ser exhibidas fuera de competición:
| Título español                   | Título original                  | Director(s)                                                   | País de producción                          |
| -------------------------------- | -------------------------------- | ------------------------------------------------------------- | ------------------------------------------- |
| La Folie Almayer                 | La Folie Almayer                 | Chantal Akerman                                               | Bélgica y Francia                           |
| The Sorcerer and the White Snake | 白蛇傳說之法海, Baish echuanshuo | Tony Ching Siu-Tung                                           | China y Hong Kong                           |
| Summer Games                     | Giochi d'estate                  | Rolando Colla                                                 | Suiza e Italia                              |
| Tahrir 2011                      | Tahrir 2011                      | Tamer Ezzat, Ahmad Abdalla, Ayten Amin y Amr Salama           | Egipto                                      |
| La Désintégration                | La Désintégration                | Philippe Faucon                                               | Bélgica                                     |
| The Moth Diaries                 | The Moth Diaries                 | Mary Harron                                                   | Canadá e Irlanda                            |
| ¡Vivan las Antipodas!            | ¡Vivan las Antipodas!            | Viktor Kossakovski                                            | Alemania, Argentina, Holanda, Chile y Rusia |
| Alois Nebel                      | Alois Nebel                      | Tomáš Luňák                                                   | República Checa y Alemania                  |
| W.E                              | W.E                              | Madonna                                                       | Reino Unido                                 |
| EVA                              | EVA                              | Kike Maíllo                                                   | España y Francia                            |
| Scossa                           | Scossa                           | Francesco Maselli, Carlo Lizzani, Ugo Gregoretti y Nino Russo | Italia                                      |
| La Clé des champs                | La Clé des champs                | Claude Nuridsany y Marie Perennou                             | Francia                                     |
| El pueblo de cartón              | Il villaggio di cartone          | Ermanno Olmi                                                  | Italia                                      |
| Wilde Salomé                     | Wilde Salomé                     | Al Pacino                                                     | Estados Unidos                              |
| Tormented                        | Tormented                        | Takashi Shimizu                                               | Japón                                       |
| Contagio                         | Contagion                        | Steven Soderbergh                                             | Estados Unidos                              |
| Damsels in Distress              | Damsels in Distress              | Whit Stillman                                                 | Estados Unidos                              |

Cortometrajes
| Título original                             | Director(s)                   | País de producción |
| ------------------------------------------- | ----------------------------- | ------------------ |
| Vanguard                                    | Collectif Abounaddara         | Siria              |
| Evolution (Megaplex)                        | Marco Brambilla               | EE. UU.            |
| Marco Bellocchio, Venezia 2011 (documental) | Pietro Marcello               | Italia             |
| La meditazione di Hayez                     | Mario Martone                 | Italia             |
| Joule                                       | David Zamagni, Nadia Ranocchi | Italia             |
| Spell. The Hypnotist Dog                    | David Zamagni, Nadia Ranocchi | Italia             |
| Spell. Suite                                | David Zamagni, Nadia Ranocchi | Italia             |

Proyecciones especiales
| Título original                                | Director(s)                        | País de producción |
| ---------------------------------------------- | ---------------------------------- | ------------------ |
| Diana Vreeland: The Eye Has to Travel          | Lisa Immordino Vreeland            | EE. UU.            |
| Don't Expect too Much                          | Susan Ray                          | EE. UU.            |
| Duvidha                                        | Mani Kaul                          | India              |
| In the Name of the Father (Nel nome del padre) | Marco Bellocchio                   | Italia             |
| India: Matri Bhumi                             | Roberto Rossellini                 | Italia             |
| Mildred Pierce                                 | Todd Haynes                        | EE. UU.            |
| Questa storia qua                              | Alessandro Paris, Sibylle Righetti | Italia             |
| We Can't Go Home Again                         | Nicholas Ray                       | EE. UU.            |

## Horizontes (Orizzonti)
Las películas siguientes fueron seleccionadas para la sección Horizontes (Orizzonti):
Largometrajes
| Título español                   | Título original                  | Director(s)                              | País de producción        |
| -------------------------------- | -------------------------------- | ---------------------------------------- | ------------------------- |
| Alms of the Blind Horse          | Anhe Ghore Da Daan               | Gurvinder Singh                          | India                     |
| L'Oiseau                         | L'Oiseau                         | Yves Caumon                              | Francia                   |
| Cut                              | Cut                              | Amir Naderi                              | Japón                     |
| The Flock of the Lord            | Die Herde des Herrn              | Romuald Karmakar                         | Alemania                  |
| Hail                             | Hail                             | Amiel Courtin-Wilson                     | Australia                 |
| Hollywood Talkies                | Hollywood Talkies                | Óscar Pérez y Mia de Ribot               | España                    |
| Le petit poucet                  | Le petit poucet                  | Marina de Van                            | Francia                   |
| The Invader                      | L'envahisseur                    | Nicolas Provost                          | Bélgica                   |
| Kotoko                           | Kotoko                           | Shinya Tsukamoto                         | Japón                     |
| Amore Carne                      | Amore Carne                      | Pippo Delbono                            | Italia, Suiza             |
| Lung Neaw Visits His Neighbours  | Lung Neaw Visits His Neighbours  | Rirkrit Tiravanija                       | Tailandia, México         |
| Nocturnos                        | Nocturnos                        | Edgardo Cozarinsky                       | Argentina                 |
| The Orator                       | O le tulafale                    | Tusi Tamasese                            | Nueva Zelanda, Samoa      |
| P-047                            | Tae peang phu deaw               | Kongdej Jaturanrasmee                    | Tailandia                 |
| Photographic Memory              | Photographic Memory              | Ross McElwee                             | EE. UU., Francia          |
| Sal (aka Sal Mineo: A Biography) | Sal (aka Sal Mineo: A Biography) | James Franco                             | EE. UU.                   |
| Shock Head Soul                  | Shock Head Soul                  | Simon Pummel                             | Países Bajos, Reino Unido |
| Stateless Things                 | Jool-tak-dong-si                 | Kim Kyung-mook                           | Corea del Sur             |
| Verano                           | Verano                           | José Luis Torres Leiva                   | Chile                     |
| Cisne                            | Cisne                            | Teresa Villaverde                        | Portugal                  |
| Girimunho, imaginando la vida    | Girimunho                        | Helvécio Marins, Jr., Clarissa Campolina | Brasil, España, Alemania  |
| The Sword Identity               | Wokou de zongji                  | Xu Haofeng                               | China                     |
| Two Years at Sea                 | Two Years at Sea                 | Ben Rivers                               | Reino Unido               |
| Whores' Glory                    | Whores' Glory                    | Michael Glawogger                        | Austria, Alemania         |
| Would You Have Sex with an Arab? | Would You Have Sex with an Arab? | Yolande Zauberman                        | Francia                   |

Cortometrajes
| Título original                                                    | Director(s)                            | País de producción           |
| ------------------------------------------------------------------ | -------------------------------------- | ---------------------------- |
| 663114                                                             | Isamu Hirabayashi                      | Japón                        |
| Accidentes gloriosos                                               | Mauro Andrizzi, Marcus Lindeen         | Suecia, Dinamarca, Argentina |
| All the Lines Flow Out                                             | Charles Lim Yi Yong                    | Singaur                      |
| Black Mirror at the National Gallery                               | Mark Lewis                             | Canadá                       |
| Conference: Notes on Film 05                                       | Norbert Pfaffenbichler                 | Austria                      |
| Dialogical Abrasion (Dialogischer Abrieb)                          | Yves Netzhammer                        | Switzerland                  |
| The Golden Bird (Sonchidi)                                         | Amit Dutta                             | India                        |
| Hypercrisis                                                        | Josef Dabernig                         | Austria                      |
| In attesa dell'avvento                                             | Felice D'Agostino, Arturo Lavorato     | Italia                       |
| Iz Tokio (From Tokyo)                                              | Aleksej German, Jr.                    | Rusia                        |
| Late and Deep                                                      | Devin Horan                            | Noruega                      |
| Louyre – This Our Still Life                                       | Andrew Kötting                         | Reino Unido                  |
| Meteor                                                             | Christoph Girardet, Matthias Müller    | Alemania                     |
| Miss Candace Hilligoss' Flickering Halo                            | Fabio Scacchioloi, Vincenzo Core       | Italia                       |
| Modern N° 2                                                        | Mirai Mizue                            | Japón                        |
| Movements of an Impossible Time (Movimenti di un tempo impossible) | Flatform                               | Italia                       |
| Moving Stories                                                     | Nicolas Provost                        | Bélgica                      |
| Notes sur nos voyages en Russie 1989–1990                          | Yervant Gianikian, Angela Ricci-Lucchi | Italia                       |
| Palaces of Pity (Palácios de pena)                                 | Gabriel Abrantes, Daniel Schmidt       | Portugal                     |
| Parabeton – Pier Luigi Nervi und Römischer Beton                   | Heinz Emigholz                         | Alemania                     |
| Passing Through the Night                                          | Wattanapume Laisuwanchai               | Tailandia                    |
| Piattaforma Luna                                                   | Yuri Ancarini                          | Italia                       |
| River Rites                                                        | Ben Russell                            | EE. UU.                      |
| Snow Canon                                                         | Mati Diop                              | Francia                      |
| Start                                                              | Mattias Gustafsson                     | Suecia                       |
| The Sun's Incubator (Hadinat al shams)                             | Ammar Al-Beik                          | Siria                        |
| The Tracks of My Tears 2                                           | Axel Petersén                          | Suecia                       |

Proyecciones especiales
| Título original         | Director(s)                       | País de producción |
| ----------------------- | --------------------------------- | ------------------ |
| Marian Ilmestys         | Eija-Liisa Ahtila                 | Finlandia          |
| Birmingemskiy ornament  | Andrey Silvestrov, Yuri Leiderman | Rusia              |
| Siglo ng pagluluwal     | Lav Diaz                          | Filipinas          |
| Monkey Sandwich         | Wim Vandekeybus                   | Bélgica, Francia   |
| Il silenzio di Pelesjan | Pietro Marcello                   | Italia             |

### Controcampo Italiano
Las siguientes películas, representando las "nuevas tendencias del cine italiano", fueron exhibidas en esta sección:
Largometrajes
| Título                   | Director           |
| ------------------------ | ------------------ |
| Scialla!                 | Francesco Bruni    |
| Maternity Blues          | Fabrizio Cattani   |
| Qualche nuvola           | Saverio Di Biagio  |
| Cose dell'altro mondo    | Francesco Patierno |
| Cavalli                  | Michele Rho        |
| Tutta colpa della musica | Ricky Tognazzi     |
| L'arrivo di Wang         | Manetti Bros.      |

Documentales
| Título           | Director                  |
| ---------------- | ------------------------- |
| Black Block      | Carlo Augusto Bachschmidt |
| Piazza Garibaldi | Davide Ferrario           |
| Pugni chiusi     | Fiorella Infascelli       |
| Out of Tehran    | Monica Maggioni           |
| Pasta nera       | Alessandro Piva           |
| Quiproquo        | Elisabetta Sgarbi         |

Cortometrajes
| Título                              | Director                |
| ----------------------------------- | ----------------------- |
| Il maestro                          | Maria Grazia Cucinotta  |
| A chjàna                            | Jonas Carpignano        |
| Alice                               | Roberto De Paolis       |
| The Cricket                         | Stefano Lorenzi         |
| Eco da luogo colpito                | Carlo Michele Scririnzi |
| Prove per un naufragio della parola | Elisabetta Sgarbi       |
| My Name is Sid                      | Giovanni Virgilio       |

Fuera de competición
| Título                                                                             | Director                                             |
| ---------------------------------------------------------------------------------- | ---------------------------------------------------- |
| Io Sono. Storie di Schiavitù (documental)                                          | Barbara Cupisti                                      |
| Caldo grigio, caldo nero (documental)                                              | Marco Dentici                                        |
| Rudolf Jacobs, l'uomo che nacque morendo (docuficción)                             | Luigi M. Faccini                                     |
| Andata e ritorno (Presentado aunque no finalizado) (documental)                    | Donatella Finocchiaro                                |
| Dai nostri inviati – La RAI racconta la Mostra del cinema 1968 – 1979 (documental) | Giuseppe Gianotti, Enrico Salvatori, Davide Savelli; |
| Pivano Blues. Sulla strada di Nanda (documental)                                   | Teresa Marchesi                                      |
| Schuberth – L’atelier della dolce vita (documental)                                | Antonello Sarno                                      |
| Hollywood Invasion (documental)                                                    | Marco Spagnoli                                       |
| Un foglio bianco (documental)                                                      | Maurizio Zaccaro                                     |

### Retrospectiva itlaiana de vanguardia
Las siguientes películas fueron exhibidas como parte de una retrospectiva sobre los filmes italianos de vanguardia, titulado Orizzonti 1961-1978.
| Título original                     | Director(s)                   | Año       |
| ----------------------------------- | ----------------------------- | --------- |
| Anna                                | Alberto Grifi                 | 1975      |
| Il potere                           | Augusto Tretti                | 1972      |
| In punto di morete                  | Mario Garriba                 | 1971      |
| I parenti tutti                     | Fabio Garriba                 | 1967      |
| Voce del verbo morire               | Mario Garriba                 | 1970      |
| Sul davanti fioriva una magnolia    | Paolo Breccia                 | 1968      |
| La quieta febbre                    | Romano Scavolini              | 1964      |
| Diario beat                         | Romano Scavolini              | 1967      |
| Attacco                             | Romano Scavolini              | 1970      |
| LSD                                 | Romano Scavolini              | 1970      |
| Reflex                              | Mario Schifano                | 1964      |
| Ferreri                             | Mario Schifano                | 1967      |
| Souvenir                            | Mario Schifano                | 1967      |
| Film                                | Mario Schifano                | 1967      |
| Fotografo                           | Mario Schifano                | 1967      |
| Vietnam                             | Mario Schifano                | 1967      |
| Vieni dolce morte (dell'ego)        | Paolo Brunatto                | 1969      |
| Bis                                 | Paolo Brunatto                | 1966      |
| Hermitage                           | Carmelo Bene                  | 1967      |
| Il canto d'amore di Alfred Prufrock | Nico D'Alessandria            | 1967      |
| Il respiro                          | Alex Rupp                     | 1964      |
| The City                            | Alex Rupp                     | 1961      |
| Zoommm, Track!                      | Mario Carbone                 | 1968      |
| Kappa                               | Nato Frascà                   | 1965-1966 |
| Soglie                              | Nato Frascà                   | 1978      |
| Il vetturale del San Gottardo       | Hans Hinrich y Ivo Illuminati | 1941      |
| L'Accademia Musicale Chigiana       | Franco Zeffirelli             | 1950      |

## Secciones independientes

### Semana Internacional de la Crítica
Las películas siguientes fueron seleccionadas para la 26ª Semana Internacional de la Crítica del Festival de Cine de Venecia:
En competición
| Título en español            | Título original              | Director(s)        | País de producción                  |
| ---------------------------- | ---------------------------- | ------------------ | ----------------------------------- |
| El campo                     | El campo                     | Hernán Belón       | Argentina                           |
| Land of Oblivion             | La Terre outragée            | Michale Boganim    | Francia, Alemania, Polonia, Ucrania |
| Là-bas: Educazione criminale | Là-bas: Educazione criminale | Guido Lombardi     | Italia                              |
| Louise Wimmer                | Louise Wimmer                | Cyril Mennegun     | Francia                             |
| El Lenguaje de los machetes  | El Lenguaje de los machetes  | Kyzza Terrazas     | México                              |
| Totem                        | Totem                        | Jessica Krummacher | Alemania                            |
| Humedales                    | Marécages                    | Guy Édoin          | Canadá                              |

Fuera de competición
| Título original  | Director(s)      | País de producción     |        |
| ---------------- | ---------------- | ---------------------- | ------ |
| Missione di Pace | Missione di Pace | Fancesco Lagi          | Italia |
| Stockholm East   | Stockholm Östra  | Simon Kaijser da Silva | Suecia |
| Voi Siete Qui    | Voi Siete Qui    | Francesco Matera       | Italia |

### Venice Days
Las películas siguientes fueron seleccionadas para la 8ª edición de la sección de Venice Days (Giornate degli Autori): Las tres nominadas para el Premio Lux fueron exhoibidas en esta sección.
Selección oficial
| Título en español                                | Título original                           | Director(s)        | País de producción                 |
| ------------------------------------------------ | ----------------------------------------- | ------------------ | ---------------------------------- |
| Toutes nos envies                                | Toutes nos envies                         | Philippe Lioret    | Francia                            |
| Otros silencios                                  | Another Silence                           | Santiago Amigorena | Francia, Canadá, Brasil, Argentina |
| Di là del vetro (corto)                          | Di là del vetro (corto)                   | Andrea di Bari     | Italia                             |
| Café de Flore                                    | Café de Flore                             | Jean-Marc Vallée   | Canadá, Francia                    |
| Historias que solo existen cuando son recordadas | Histórias que Só Existem Quando Lembradas | Julia Murat        | Brasil, Francia                    |
| Présumé coupable                                 | Présumé coupable                          | Vincent Garenq     | Francia                            |
| Habibi Rasak Kharban                             | Habibi Rasak Kharban                      | Susan Youssef      | Palestina, UAE, Países Bajos       |
| Last Winter                                      | Hiver dernier                             | John Shank         | Bélgica, Francia                   |
| Love and Bruises                                 | Love and Bruises                          | Lou Ye             | Francia                            |
| Ki                                               | Ki                                        | Ladzek Dawid       | Polonia                            |
| Ruggine                                          | Ruggine                                   | Daniele Gaglianone | Italia                             |
| La pequeña Venecia (Shun Li y el poeta)          | Io sono Li                                | Andrea Segre       | Italia, Francia                    |
| Twilight Portrait                                | Portret v sumerkakh                       | Angelina Nikonova  | Rusia                              |

Proyecciones especiales
| Título en español          | Título original            | Director(s)       | País de producción |
| -------------------------- | -------------------------- | ----------------- | ------------------ |
| Crazy Horse                | Crazy Horse                | Frederick Wiseman | Francia, EE. UU.   |
| Cuba Nell'Epoca di Obama   | Cuba Nell'Epoca di Obama   | Gianni Minà       | Italia             |
| El emperador de California | Der Kaiser von Kalifornien | Luis Trenker      | Alemania           |
| Edut                       | Edut                       | Shlomi Elkabetz   | Israel             |

Espacio abierto
| Título original                         | Director(s)                         | País de producción |
| --------------------------------------- | ----------------------------------- | ------------------ |
| La Penna di Hemingway (corto)           | Renzo Carbonera                     | Italia             |
| Hit the Road, Nonna                     | Duccio Chiarini                     | Italia             |
| Mundial olvidado                        | Lorenzo Garzella, Filippo Macelloni | Italy, Argentina   |
| Radici                                  | Carlo Luglio                        | Italia             |
| Più come un artista (More as an artist) | Elisabetta Pandimiglio              | Italia             |
| Dietro il buio                          | Giorgio Pressburger                 | Italia             |
| Valdagno, Arizona                       | Pyoor                               | Italia, EE. UU.    |

Premio Lux
| Título original            | Director(s)            | País de producción |
| -------------------------- | ---------------------- | ------------------ |
| Attenberg                  | Athina Rachel Tsangari | Grecia             |
| Las nieves del Kilimanjaro | Robert Guédiguian      | Francia            |
| Play                       | Ruben Östlund          | Suecia             |

## Premios

### Sección oficial
Las siguientes películas fueron premiadas en el festival:
En Competición (Venezia 68)
- León de Oro: Fausto de Alexander Sokurov
- León de Plata a la mejor dirección: Cai Shangjun por People Mountain People Sea
- Premio de Jurado especial:  Terraferma de Emanuele Crialese
- Coppa Volpi al Mejor actor: Michael Fassbender por Shame
- Coppa Volpi a la mejor actriz: Deanie Ip por Una vida sencilla
- Premio Marcello Mastroianni a la mejor actor o actriz revelación: Shōta Sometani y Fumi Nikaidō por Himizu
- Premio Osella a la mejor fotografía: Robbie Ryan por Cumbres borrascosas
- Osella al mejor guion: Yorgos Lanthimos y Efthimis Filippou por Alps

Horizons (Orizzonti)
- Mejor película: Kotoko de Shinya Tsukamoto
- Premio especial del jurado: Whores' Glory de Michael Glawogger
- Premio Horizons YouTube al mejor corto: Accidentes Gloriosos de Mauro Andrizzi y Marcus Lindeen
- Premio Cine europeo (corto): In attesa dell'avvento de Felice D'Agostino and Arturo Lavorato

Mención especial: 
The Orator de Tusi Tamasese
All The Lines Flow Out de Charles LIM Yi Yong
Controcampo Italiano
- Mejor debut:  Scialla! de Francesco Bruni
- Mejor corto: A Chjàna de Jonas Carpignano
- Mejor documental: Pugni chiusi de Fiorella Infascelli

Mención especial: 
Black Block (documental) de Carlo Augusto Bachschmidt
Francesco Di Giacomo (cinematography) por Pugni chiusi
Premios especiales
- León dorado a toda una trayectoria: Marco Bellocchio
- Premio Persol de tributo al talento visionario: Zapruder Filmmakers Group (David Zamagni, Nadia Ranocchi & Monaldo Moretti)
- Premio Jaeger-LeCoultre Glory al cineasta: Al Pacino
- Premio L’Oréal Paris per il Cinema: Nicole Grimaudo

### Secciones independientes
Semana Internacional de la Crítica de Venecia
- León de Futuro
- "Luigi de Laurentis" a la mejor película de debut: Là-bas de Guido Lombardi
- Premio de la audiencia: Là-bas de Guido Lombardi

Venice Days (Giornati degli Autori)
- Premio Cines Label Europa: Présumé coupable de Vincent Garenq
- Premio Lina Mangiacapre: La pequeña Venecia (Shun Li y el poeta) de Andrea Segre
- Premio Laterna Magica: La pequeña Venecia (Shun Li y el poeta) de Andrea Segre
- FEDIC Award: La pequeña Venecia (Shun Li y el poeta) de Andrea Segre

### Otros premios
Los siguientes films fueron premiados en la secciones independientes: 
- Premios FIPRESCI[18]
  - Mejor película (Competición oficial): Shame de Steve McQueen
  - Mejor película (Horizons): Two Years at Sea de Ben Rivers
- Premio SIGNIS: Fausto de Alexander Sokurov

Mención especial: Una vida sencilla de Ann Hui
- Premio Francesco Pasinetti (SNGCI) 
  - Mejor película: Terraferma de Emanuele Crialese
  - Mejor debut: The Last Man on Earth de Gian Alfonso Pacinotti
- Leoncino d'Oro Agiscuola: Un dios salvaje de Roman Polanski

Mención sobre el Cine de UNICEF: Terraferma de Emanuele Crialese
- C.I.C.T. UNESCO Enrico Fulchignoni Award: Tahrir 2011 de Tamer Ezzat, Ahmad Abdalla, Ayten Amin, Amr Salama (Fuera de competición)
- Premio P. Nazareno Taddei: Una vida sencilla de Ann Hui
- Premio CinemAvvenire:
  - Mejor película - Venezia 69: Shame de Steve McQueen
  - Mejor película - Il cerchio non è rotondo:  The Orator de Tusi Tamasese
- Premio Equal Opportunity: Una vida sencilla de Ann Hui
- Premio Future Film Festival Digital: Fausto de Alexander Sokurov

Mención especial: Kotoko de Shinya Tsukamoto
- Premio Gianni Astrei: Una vida sencilla de Ann Hui
- Premio Brian: Los idus de marzo de George Clooney
- Queer Lion (Associazione Cinemarte): Wilde Salomé de Al Pacino (Out of competition)
- Premio Lina Mangiacapre – Mención especial: Maternity Blues de Fabrizio Cattani (Controcampo Italiano)
- Premio AIF Forfilmfest: Scialla! de Francesco Bruni (Controcampo Italiano)
- Premio Biografilm Lancia: Black Block de Carlo Augusto Bachschmidt (Controcampo Italiano)
- Premio Fondazione Mimmo Rotella: L'ultimo terrestre de Gian Alfonso Pacinotti

Mención especial: Pasta nera de Alessandro Piva (Controcampo Italiano)
- Ratón de oro: Killer Joe de William Friedkin
- Premio Open: Marco Müller